# Тігреш ді Фронтейра
Футебул Клубе Тігреш ді Фонтейра ді Сан Домінгу або просто Тігреш ді Фронтейра (порт. Futebol Clube Tigres de Fronteira de São Domingos) — професіональний футбольний клуб з Гвінеї-Бісау, який базується в місті Сан-Домінгуш.

## Історія
Починаючи із сезоні 2002/2003 років клуб виступав у другій лізі чемпіонату Гвінеї-Бісау і в 2015 році через матчі плей-офф досяг вищого дивізіону чемпіонату з футболу. Зараз клуб виступає у Національному чемпіонаті Гвінеї-Бісау.

## Досягнення
- Кубок Гвінеї-Бісау
  -  Фіналіст (1): 2013